# Ideopsis infumata
Ideopsis infumata är en fjärilsart som beskrevs av Martin 1909. Ideopsis infumata ingår i släktet Ideopsis och familjen praktfjärilar. Inga underarter finns listade i Catalogue of Life.